# Otto Nerz
Otto Nerz, född 21 oktober 1892, död 18 april 1949, var en tysk fotbollstränare. Tysklands förste förbundskapten i fotboll, mellan 1923 och 1936.
Efterträddes av sin assistent Sepp Herberger.

## Meriter
- VM i fotboll: 1934
  - VM-brons 1934

## Fotnoter
1. ↑  EU-Football, EU-Football.info tränar-ID: 428, läst: 4 april 2022.[källa från Wikidata]